# Enrico Pellegrini
Enrico Pellegrini (Torino, 1971) è uno scrittore italiano.

## Biografia
Enrico Pellegrini è nato a Torino nel 1971 e vive a New York. Figlio del pittore Max Pellegrini e avvocato di professione, esordisce in campo letterario nel 1991 col romanzo Cuor di Panna e i suoi amici per la piccola casa editrice Milva Edizioni (nel 1999 verrà ripubblicato da Bompiani col titolo originale Torino-Capo Nord). Nel 1997 con La negligenza vince il Premio Selezione Campiello (in Italia pubblicato da Marsilio nel 1997; da Bompiani nel 1999 e da Marsilio nel 2016; e tradotto all'estero). Nel 2016 dà alle stampe il suo terzo romanzo Ai nostri desideri. È sposato con Katrina Pavlos e ha tre figli, Margherita, Sofia e Maximus.

## Opere
- 1991, Cuor di Panna e i suoi amici (Milva edizioni) poi ripubblicato nel 1999 col titolo Torino-Capo Nord (e il pinguino stellato vestito di seta) (Bompiani 1999)
- 1993, Pippo e Superpappo (Stamperia Artistica Nazionale) con disegni di Max Pellegrini
- 1997, La negligenza (Marsilio editore)[3] (Bompiani 1999; Marsilio 2016)
- 2016, Ai nostri desideri (Marsilio editore)[4]